# Loserville: The Musical
Loserville: The Musical és un musical, basat en l'àlbum Welcome to Loserville de la banda de pop punk, Son of Dork.
El febrer de 2009, James Bourne va anunciar que ell, juntament amb el seu amic, Elliot Davis, estaven escrivint un musical basat en l'àlbum de Son Of Dork, Welcome To Loserville. Les entrades per a l'estrena el 20 d'agost van ser posades a la venda el 7 de maig. Era presentat per Youth Music Theatre UK associat amb South Hill Park Arts Centre.

## Argument
L'eslògan utilitzat pel musical fou 'I guess it really pays to be a slacker...', i estava basat al voltant d'un noi de 17 anys anomenat Michael Dork, a qui la gent el titllava d'avorrit, massa estudiós... Socialment marginat per l'escola sencera, era constantment molestat per Eddie, el noi més popular. Michael és per tant buscant una manera d'escapar d'aquesta situació, o com diu el mateix títol, a ticket outta Loserville. Però quan està a punt de marxar arriba una nova noia anomenada Holly, Michael s'introduirà en un nou món de vida social.